# ストック機
ストック機（ストックき）は、ストック機能と呼ばれる特殊なボーナス貯留機能を持つパチスロ遊技機である。

## 概要
ストック機能は、複数回のボーナスフラグ持ち越し機能に『リプレイタイム』（RT）機能を組み合わせることによって、「特定ゲーム数を消化するまでボーナス図柄を揃えさせない」機能に仕立てたものである。
ストック機でない機種のボーナスフラグ持ち越し機能とは、内部当選したボーナスを当選したそのゲームで揃えられなかった場合にボーナス当選を持ち越し、次ゲーム以降に揃えても有効とする機能である。ボーナスの内部当選以降、実際にボーナス図柄をリールで揃えるまでリプレイ確率を上げるよう規定されている。RTはボーナスの内部当選とは無関係に『リプレイ』が頻繁に成立してメダルの減少を抑える機能である。
ストック機のRTは、内部当選したボーナスを強制的に持ち越すために存在する。RTは頻繁に（他の役に当選していないゲームのほぼすべてで）リプレイが内部当選するが、このリプレイを「揃わせるリプレイ」と「揃わせないリプレイ」に抽選で振り分ける。「揃わせるリプレイ」ならリール制御によって必ず揃い、「揃わせないリプレイ」ならリール制御によってリプレイもボーナスも揃えることができない。
この「揃わせないリプレイ」を含むRTの存在により、ボーナスが内部当選しているにもかかわらず、表面上は通常ゲームであるかのように動作する（『ハードボイルド2』（サミー）、『ブラックジャック777』（ネット）など、任意にボーナスを揃えて、特殊状況を強制終了させることが出来る機種もある）。また、同時に「ボーナスを揃えるまでリプレイ確率を上げる規定」にも合致させている。
ボーナスに内部当選をすれば、すぐにボーナス絵柄を揃えられる台と違い、一定の条件を満たすとボーナスを放出するというゲーム性を持たせることができる。また、ボーナスを意図的に偏らせて放出（つまり連荘）させることができる。
ストック機は、4号機のパチスロ規則の拡大解釈により生まれたともいえる。しかし大量獲得機のビッグボーナスやアシストタイム（AT）との併用により射幸性が向上したとされ当局が介入、規制の対象になり2004年7月より検定の持込が事実上禁止となり、2007年9月をもって姿を消した。2004年7月以降にもST機（さらにはAT機）が販売されているが、これは2004年7月以前に検定に持込まれた通称4号機である。
5号機のパチスロ規則においてはこのような拡大解釈が行われることがないよう、厳格に規定されているため、ストック機の開発は不可能とされる。2009年に入り『ドラキュラ』（ネット）など「ネオストック機」を名乗るパチスロ機が一部に現れているが、これらも厳密な意味でボーナスフラグを複数ストックしているわけではなく、あくまで5号機の規定の範囲内で「見た目4号機のストック機のような挙動」を再現しようとしているものに過ぎない。

## プチストック
ボーナスに当選した際に『リプレイが揃わないRT』を発動させて、数ゲーム（機種による）のRTで演出を発生させて緊張感を演出する台。4号機の中でも純Aタイプの遊技台で期待感を高める演出として搭載されている。なお、中にはRTを使用せず、単純にボーナス成立後に成立したボーナスをストックするもの（救済ストック）もあり、このタイプでは成立していればいつでも揃えることが出来る。
- ストック解除方法
規定ゲーム数を消化すればボーナス絵柄が揃えられるようになる。

## サイレントストック
通常ゲームでは解除契機を迎えるまではひたすらボーナスフラグを貯留し続ける（ボーナスが成立しても揃えられない）。ボーナスを揃えるには解除契機条件を満たすことが必要となる。
- ストック解除方法（主だったもので、機種によってそれぞれ異なる）
  - 規定ゲーム数を消化する （例:スーパーリノ、吉宗、ジャイアントパルサーなど）
  - 特定小役の成立 （通常時はなかなか揃わないレアな小役）
  - 特定小役の成立時に解除抽選を行う （例:ネオプラネットなど）
  - 特定小役が規定回数成立 （例:アラジン2エボリューションで3連チェリーが15回揃った時（いわゆる小役揃いの天井）など）
  - 一定条件下において特定小役が成立 （例:北斗の拳において『高確モード』滞在時に『2枚チェリー』成立で前兆モード（つまりバトルボーナス確定）へ移行する）
  - リプレイが数回連続で成立 （例:俺の空、テンカフブなど）
  - 天井ゲーム数を消化 （機種によって天井ゲーム数は異なる）
  - 純ハズレが成立 （揃わないRTの時に何のフラグも成立しなかった『純粋なハズレ』のこと。『強ハズレ』と呼ばれる時もあるが、機種によってはボーナス放出をせず、何の特典もないものもある）

このタイプでは通常時にボーナスフラグを（ボーナス放出確率と比べて）高確率で抽選しているものが多く、そのような機種の場合、新装開店直後・店側が意図的にストックを消した場合などを除き、たとえボーナスが連荘したとしてもボーナスフラグのストックがなくなることはほとんどない。ただし中にはボーナス放出確率の方がボーナスフラグの成立確率より高い機種も存在しているため（例:キングオブキングパルサー、ジャイアントパルサー）、そのような機種ではボーナス放出にフラグ成立が追いつかずストック切れが発生する場合がある。
なおボーナスフラグのストックがない状態でボーナスフラグが成立すると、その段階で改めてRTのゲーム数を抽選する。一部の機種（主役は銭形など）では、その際に一定の確率で短いゲーム数のRTが選ばれるといった、プレイヤーの救済措置を設けている。
契機成立時に『RT解除抽選』を行い、それに当選してはじめてボーナス解除となる機種もある。あくまでストック解除の例であるので、特定台の実際の解除契機などは、それぞれ個別に存在している。